# BX Bootis
Étoile binaire
Étoile variable
Étoile variable de type Alpha2 Canum Venaticorum
Source d'infrarouge (d)
BX Bootis est une étoile variable de type Alpha2 Canum Venaticorum de la constellation du Bouvier, située à 521,28 ± 2 a.l. (∼ 160 pc) de la Terre.